# Okręg (administracja NRD)

Okręgi NRD (1952–1990)

Okręg (niem. Bezirk) – jednostka podziału administracyjnego najwyższego szczebla, powstała w 1952 r. po likwidacji na obszarze NRD landów. Ich liczba wynosiła 14. W 1961 r. decyzją Rady Państwa Berlin Wschodni został ustanowiony osobną jednostką, wydzieloną z okręgu - "Berlin, stolica NRD" (niem. Berlin, Hauptstadt der DDR).
Okręgi pod względem powierzchni i liczby ludności były zbliżone do zachodnioniemieckich rejencji, jednak zasadniczo różniły je od nich brak autonomii i samorządu. Były one wyłącznie jednostkami administracji państwowej, których władze realizowały wytyczne władz centralnych.

## Lista
| Mapa | Okręg                                 | Powierzchnia | Ludność (1989) | Gęstość zaludnienia [mieszk./km²] (1989) | Powiaty                        | Gminy |
| ---- | ------------------------------------- | ------------ | -------------- | ---------------------------------------- | ------------------------------ | ----- |
|      | Chociebuż (Cottbus)                   | 8262 km²     | 884 700        | 107                                      | 15 (14 ziemskich i 1 miejski)  | 574   |
|      | Drezno (Dresden)                      | 6738 km²     | 1 757 400      | 261                                      | 17 (15 ziemskich i 2 miejskie) | 594   |
|      | Erfurt                                | 7349 km²     | 1 240 400      | 169                                      | 15 (13 ziemskich i 2 miejskie) | 719   |
|      | Frankfurt nad Odrą (Frankfurt (Oder)) | 7186 km²     | 713 800        | 99                                       | 12 (9 ziemskich i 3 miejskie)  | 438   |
|      | Gera                                  | 4004 km²     | 742 000        | 185                                      | 13 (11 ziemskich i 2 miejskie) | 528   |
|      | Halle                                 | 8771 km²     | 1 776 500      | 203                                      | 23 (20 ziemskich i 3 miejskie) | 684   |
|      | Karl-Marx-Stadt                       | 6009 km²     | 1 859 500      | 309                                      | 24 (21 ziemskich i 3 miejskie) | 601   |
|      | Lipsk (Leipzig)                       | 4966 km²     | 1 360 900      | 274                                      | 13 (12 ziemskich i 1 miejski)  | 422   |
|      | Magdeburg                             | 11 526 km²   | 1 249 500      | 108                                      | 20 (19 ziemskich i 1 miejski)  | 655   |
|      | Neubrandenburg                        | 10 948 km²   | 620 500        | 57                                       | 15 (14 ziemskich i 1 miejski)  | 492   |
|      | Poczdam (Potsdam)                     | 12 568 km²   | 1 123 800      | 89                                       | 17 (15 ziemskich i 2 miejskie) | 755   |
|      | Rostock                               | 7075 km²     | 916 500        | 130                                      | 14 (10 ziemskich i 4 miejskie) | 360   |
|      | Schwerin                              | 8672 km²     | 595 200        | 69                                       | 11 (10 ziemskich i 1 miejski)  | 389   |
|      | Suhl                                  | 3856 km²     | 549 400        | 142                                      | 9 (8 ziemskich i 1 miejski)    | 358   |

## Historia

### Reforma administracyjna z 1952 roku
Po zakończeniu II wojny światowej w 1945 r. Niemcy zostały podzielone na strefy okupacyjne zarządzane przez zwycięskie mocarstwa: Stany Zjednoczone, Wielką Brytanię, Francję i Związek Radziecki. Decyzją Międzysojuszniczej Rady Kontroli z 1947 r. dokonano likwidacji kraju związkowego Prusy oraz wchodzących w jego skład prowincji. W ich miejsce utworzono pięć nowych landów: Meklemburgię, Brandenburgię, Saksonię-Anhalt, Saksonię i Turyngię, które posiadały autonomię. Wraz z powołaniem do życia państwa wschodnioniemieckiego we wrześniu 1949 r. landy systematycznie były podporządkowane władzom centralnym poprzez eliminację z życia publicznego polityków i partii opozycyjnych.
W lipcu 1952 r. Komitet Centralny Niemieckiej Socjalistycznej Partii Jedności (SED) przyjął sobie za cel budowę socjalizmu w NRD. Jednym z jego elementów była przebudowa ustroju państwa, w oparciu o wzorzec radziecki, zakładający centralizację jego struktur i kres federalizmu. Obawiano się przy tym zbytniej samodzielności premierów poszczególnych landów.
23 lipca 1952 r. wprowadzono w życie zapowiadaną reformę administracyjną na podstawie ustawy o dalszej demokratyzacji instytucji państwowych i funkcjonowaniu organów władzy państwowej w krajach Niemieckiej Republiki Demokratycznej. Na jej mocy zlikwidowano dotychczasowe landy, zastępując je czternastoma okręgami, którym podporządkowano powiaty, zwiększając ich liczbę ze 132 do 217. Dotychczasowi posłowie do landtagów zostali członkami nowych Rad Okręgów, w zależności, w którym z nich byli zameldowani.
W ciągu kilku kolejnych lat pozbyto się resztek federalizmu w postaci Izby Krajów, izby wyższej wschodnioniemieckiego parlamentu, w skład której wchodzili przedstawiciele rządów krajowych. Zniesiono ją w 1958 r., co kończyło proces budowy państwa unitarnego w NRD. Poprzedni ustrój terytorialny państwa uznano oficjalnie za element z imperialnej epoki i bastion myśli burżuazyjnej, wrogiej ludowi. Jednocześnie władze zachwalały nową strukturę terytorialną państwa podkreślając przy tym, że nowa struktura będzie bardziej spójna z wymogami nowych zadań jakie stoją przed państwem w drodze do budowy socjalizmu oraz zbliżenie się władzy do ludności.

### Ludność okręgów
| Okręg              | 1952      | 1965      | 1988      |
| ------------------ | --------- | --------- | --------- |
| Chociebuż          | 804 000   | 839 133   | 884 744   |
| Drezno             | 1 986 000 | 1 887 739 | 1 757 363 |
| Erfurt             | 1 343 000 | 1 249 540 | 1 240 394 |
| Frankfurt nad Odrą | 665 000   | 660 666   | 713 764   |
| Gera               | 755 000   | 735 175   | 742 023   |
| Halle              | 2 112 000 | 1 932 733 | 1 776 458 |
| Karl-Marx-Stadt    | 2 287 000 | 2 082 927 | 1 859 525 |
| Lipsk              | 1 621 000 | 1 510 773 | 1 360 923 |
| Magdeburg          | 1 504 000 | 1 323 644 | 1 249518  |
| Neubrandenburg     | 706 000   | 633 209   | 620 467   |
| Poczdam            | 1 232 000 | 1 127 498 | 1 123 759 |
| Rostock            | 859 000   | 842 743   | 916 541   |
| Schwerin           | 681 000   | 594 786   | 595 176   |
| Suhl               | 558 000   | 549 398   | 549 442   |

### Status Berlina
Berlin po 1945 r. był podzielony na cztery sektory okupacyjne, które były zarządzane przez cztery zwycięskie mocarstwa. Po powstaniu NRD i RFN w 1949 r. wschodnia część miasta została ogłoszona oficjalnie stolicą państwa wschodnioniemieckiego. Mimo to nadal miasto to nie posiadało żadnego prawnego statusu w ramach podziału administracyjnego NRD. Po 1952 r. władze państwowe myślały, aby wydzielić go jako osobny okręg. Ostatecznie dekretem Rady Państwa z 7 września 1961 r. Berlin Wschodni otrzymał status równorzędny pozostałym okręgom: stolica Niemieckiej Republiki Demokratycznej wykonuje obowiązki okręgu, jednak w oficjalnej nomenklaturze nosił oficjalna nazwę Stolica Berlin (Hauptstadt Berlin).

## Administracja okręgu

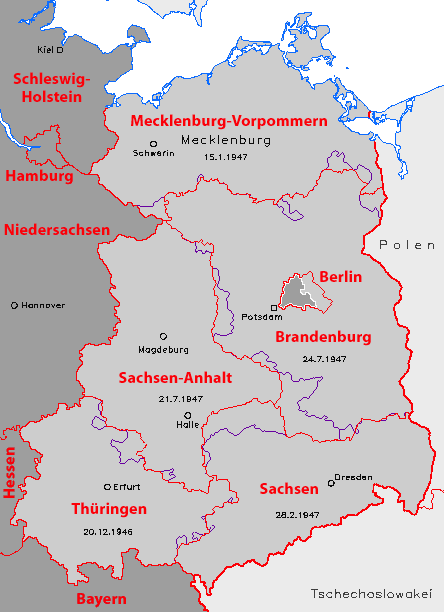
Porównanie granic landów z 1947 r. z landami z 1990 r. na obszarze NRD

Najważniejszym organem władzy państwowej w okręgu była Bezirkstag, w skład którego wchodzili radni wybierani w wyborach powszechnych spośród list przedstawionych przez Front Narodowy, do którego należały partie polityczne zgrupowane wokół SED oraz inne masowe organizacje społeczne. Ich zadaniem było uchwalanie prawa miejscowego. W praktyce wobec monopolu partii komunistycznej ich funkcja ograniczała się do wykonywania decyzji władz na szczeblu centralnym. Pozycja rady w sprawowaniu władzy w okręgu w praktyce była bardzo niska. Faktyczna władza należała do lokalnego pierwszego sekretarza SED.

## Likwidacja okręgów
Do zjednoczenia Niemiec przez cały okres najwyższym szczeblem podziału terytorialnego we wschodnich Niemczech pozostały okręgi. Wraz z rozpoczęciem rozmów nad zjednoczeniem rozpoczęły się dyskusje nad likwidacją okręgów i przywróceniem zlikwidowanych w 1952 r. krajów związkowych.
22 lipca 1990 r. Izba Ludowa NRD przyjęła ustawę o likwidacji z dniem 14 października 1990 r. dotychczasowych okręgów i utworzeniem w ich miejsce pięciu landów: Meklemburgii-Pomorza Przedniego, Saksonii-Anhalt, Brandenburgii, Saksonii i Turyngii.
Już 3 października 1990 r. zlikwidowano quasi-okręg Berlin Stolica, który został wchłonięty przez Berlin Zachodni.